# Viking Ringheim
Viking Ringheim, född 2 april 1880 i Köpenhamn, död 2 oktober 1954, var en dansk skådespelare. Han var bror till skådespelaren Arvid Ringheim
Ringheim scendebuterade 1899 på Viborg Teater. Han filmdebuterade 1909 vid Nordisk Film.

## Filmografi (urval)
- 1909 – Heksen og cyklisten
- 1920 – Skomakarprinsen
- 1930 – När rosorna slå ut
- 1944 – Biskoppen